# Виккеде (Рур)
Виккеде (нем. Wickede) — община в Германии, в земле Северный Рейн-Вестфалия.
Подчиняется административному округу Арнсберг. Входит в состав района Зост. Население составляет 11 899 человек (на 31 декабря 2010 года). Занимает площадь 25,2 км².
Коммуна подразделяется на 5 сельских округов.
| Год  | Население |
| ---- | --------- |
| 1995 | 12 255    |
| 2000 | 12 695    |
| 2005 | 12 536    |
| 2010 | 12 009    |

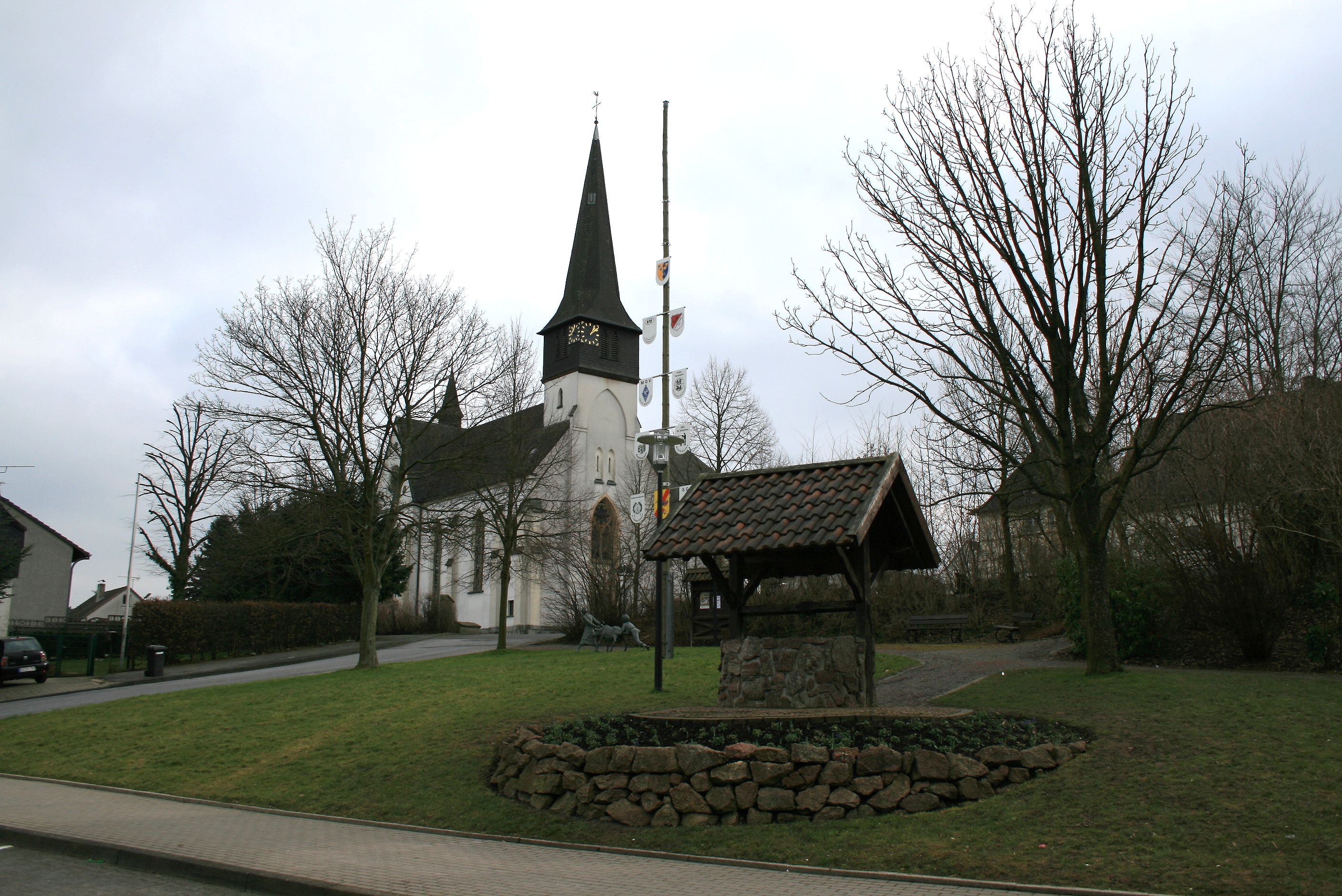
Виккеде (Рур)
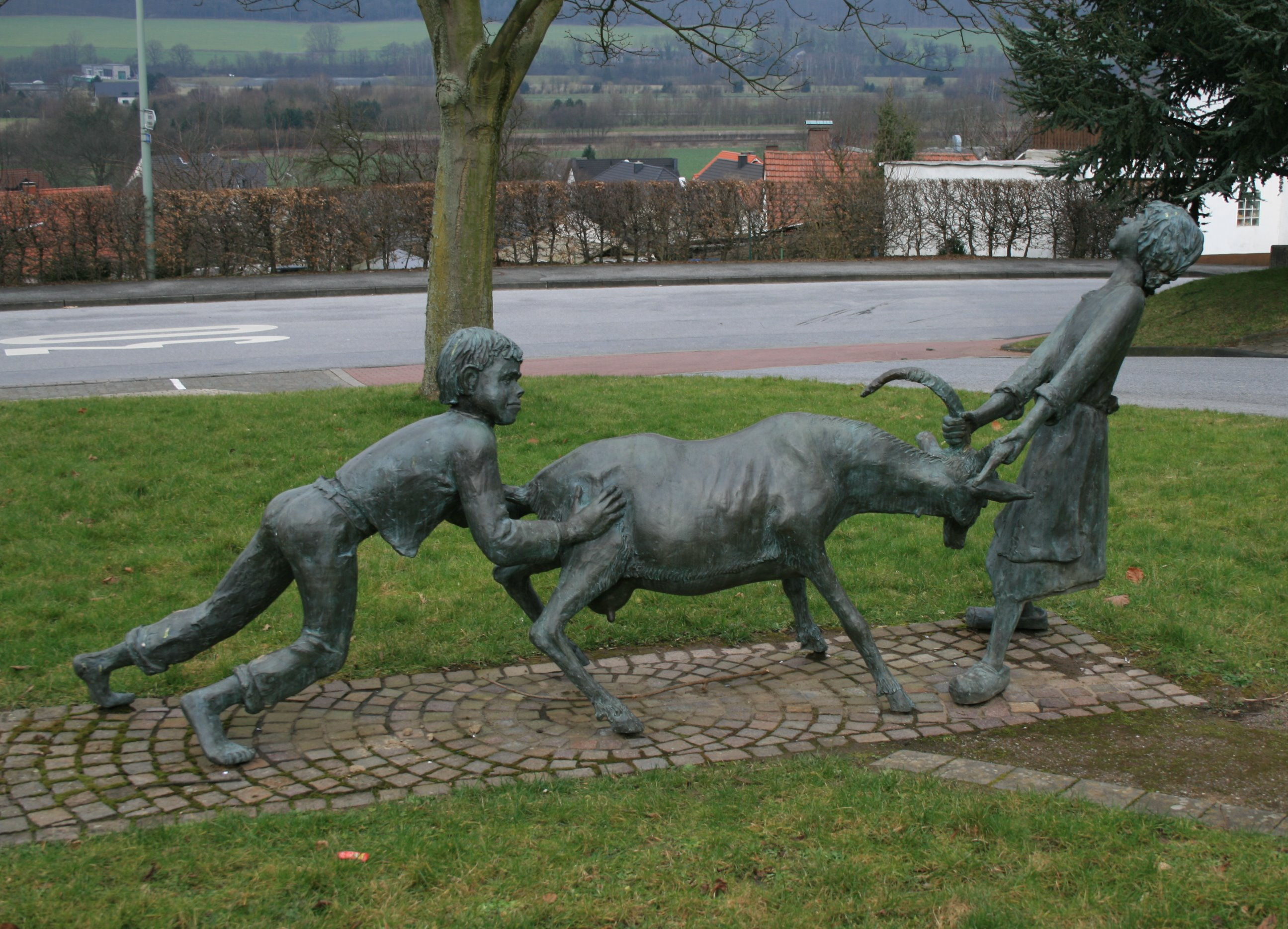
Виккеде (Рур)